# Scaphoideus titanus
Scaphoideus titanus är en insektsart som beskrevs av Ball 1932. Scaphoideus titanus ingår i släktet Scaphoideus och familjen dvärgstritar. Inga underarter finns listade i Catalogue of Life. Denna insekt är ett allvarligt hot mot vinodlingar och dess vinstockar då den sprider fytoplasmasjukdomen Flavescence dorée.

## Bildgalleri

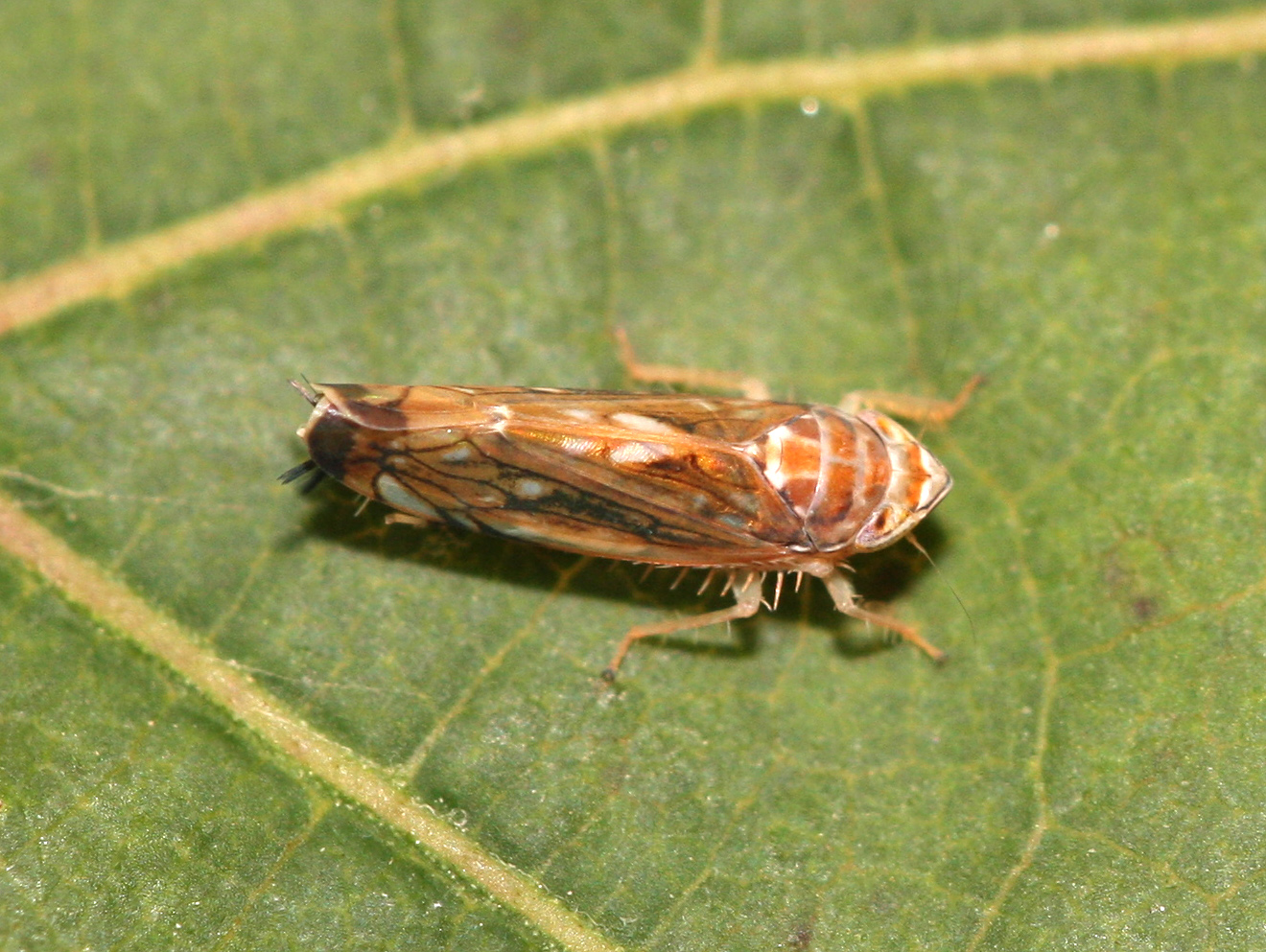
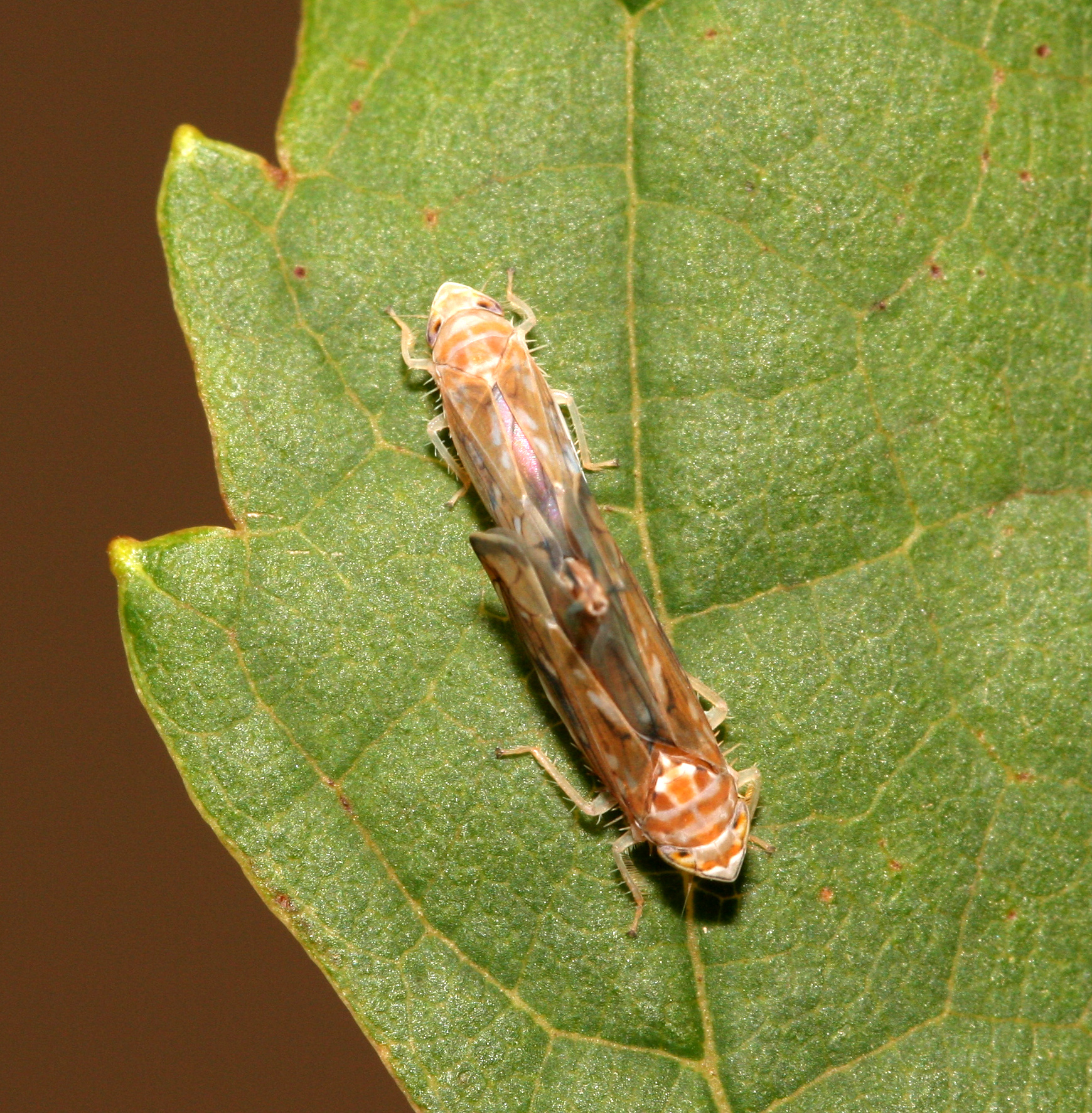